# サクラヤスユキ
サクラヤスユキは、日本の芸術家。大分県出身。東京芸術大学卒業。

## プロフィール
- 本名：佐倉康之。なお、本名で活動するときもある。
- THE KABUTO PROJECT代表
- 落雁の蜻蛉堂　主宰
- 第64号　美術博士（東京芸術大学授与／壁画部門）
- 論文『美術の遺伝子：譲渡性制作興行権証書』
- 医療法人社団天宣会美術監督
- 壁画工房（有）さ組　代表
- TEAM SAKURA ART PROJECTS.INC.NY　代表
- NHK トップランナー出演（2006年９月）
- ウラハラ藝大・企画アドバイザー
- NAGATO2014壁画PROJECT　代表
- 大銀佐伯支店天井画プロジェクト　代表
- 虹色ジョーヤラ　代表